# مصطفى درويش (ناقد)
مصطفى درويش (1 مارس 1928 - 3 مايو 2017) هو ناقد كاتب سينمائي مصري.

## حياته ونشأته
مواليد أول مارس 1928، حاصل على ليسانس كلية الحقوق، جامعة القاهرة عام 1949 ودبلوما في القانون العام عام 1950، ودبلوما في الاقتصاد السياسي عام 1951.
عمل بمجلس الدولة المصري من 1952 وحتى 1988 ووصل إلى مركز نائب رئيس مجلس الدولة ورئيسا للجنة فُض المنازعات. وعمل ناقداً ومديراً عاماً للرقابة على المصنفات الفنية، وكتب المقالات السينمائية، في صحف داخل وخارج مصر  منها مجلة النجوم، ومجلة الهلال، وجريدة الوفد، ومجلة السينما والناس، وكان له عموده الخاص بصحيفة الوفد بعنوان «سينمائيات»، كما كان عضواً في لجان تحكيم المهرجانات السينمائية المختلفة. أفرد حياته كلها للسينما عازفًا حتى عن الزواج.
توفي في 3 مايو 2017 عن عمر يناهز 89 سنة.
مصطفى درويش صاحب مدونة على الإنترنت.

## عمله في الرقابة
تم انتدابه مديرا للرقابة مرتين الأولى عام 1962 لمدة 5 شهور، والثانية عام 1966  واستمرت لمدة عام والنصف حتى 24 أبريل 1968.
وصفَ مصطفى درويش نفسه في شهادته بأنه «رقيب متمرد». وخلال سنتين وهي مدة خدمته الكلية كمدير للرقابة على المصنفات الفنية اطلّع على 64 محظوراً تتعلق بالنواحي الاجتماعية والأخلاقية من جهة، ونواحي الأمن والنظام من جهة ثانية وهي جميعها تحدّ من حرية تعبير السينمائيين، ولم تترك هذه المحظورات صغيرة وكبيرة لها اتصال بالدين والجنس والنظام القائم إلاّ ووضعتها في دائرة المنع والتحريم، وذكر: «أطلق علي البعض هذا المسمى رقيب ضد الرقابة».
وصف مصطفى درويش تلك الفترة بالأصعب في حياته، ما بين ظروف سياسية صعبة أثرت على مهمة الرقابة، خاصة بعد معركة  1967 وتنحى الرئيس جمال عبد الناصر. عاش درويش صراعات عديدة دفاعا عن حرية الإبداع والسينما، وتم استدعاؤه للمثول أمام مجلس الأمة بسبب موافقته على عرض افلام ممنوعه من العرض، واتهامه بأنه سبب في حدوث النكسة، وذلك بعد موافقته علي عرض فيلمين حصلا على السعفة الذهبية من مهرجان كان، وهم:  «بلو أب Blow-up» عام 1966 للمخرج الإيطالي مايكل أنجلو أنطونيوني، و«رجل و امرأه Un homme et une femme» عام 1966 للمخرجكلود لولوشلود لولوش.

## اقالته من الرقابة
كان ثروت عكاشة هو وزير الثقافة في هذه الأثناء، وتمت دعوته إلى جلسة في البرلمان المصري، كان يسمى مجلس الأمة في ذلك الوقت، لمناقشة موضوع المشاهد الجنسية في الأفلام المعروضة في دور العرض المصرية، وكانت هذه الجلسة سببا في اقالة مصطفى درويش من منصب مدير الرقابة على المصنفات الفنية. ذهب الوزير وبصحبته حسن عبد المنعم وكيل وزارة الثقافة، وعبد المنعم الصاوي الكاتب المعروف، والدكتورة سهير القلماوي رئيسة الهيئة العامة للكتاب، ونجيب محفوظ رئيس مؤسسة السينما، وعبد الرازق حسن رئيس شركة القاهرة للإنتاج السينمائي، وعبد العظيم أنيس رئيس شركة التوزيع السينمائي، والمستشار مصطفى درويش مدير الرقابة، وعصمت الدمهوجى مدير مكتب الوزير، وسعد الدين وهبة رئيس الشركة القومية للتوزيع. ومن أعضاء المجلس خالد محيي الدين عضو مجلس قيادة الثورة والسياسي المعروف وحوالي أربعين عضوا من أعضاء لجنتي الخدمات والثقافة وبينهم نائبتين.
كتب حمدي البطران على موقع صحيفة الدستور في 31 يناير 2022 عن هذه الجلسة قائلا: "في يوم 21 فبراير 1968 كانت أطول جلسة برلمانية في تاريخ مصر، بسبب مناقشتها لموضوع ظل الشاغل الأكبر للناس والمثقفين على السواء وهو موضوع الجنس.
تكلم الوزير لمدة ثلاث ساعات متواصلة. وبعد انتهاء حديثه تحدث أحد الأعضاء وقال إنه لا يمكن أغفال الجنس في حياتنا. وقال عن مصطفى درويش مدير الرقابة التي أباحت عرض الأفلام الثلاثة (يشير إلى فيلم «أقدم مهنة في التاريخ» وفيلم «انفجار» وفيلم «قصر الشوق») إنك لا مصطفى ولا درويشا، نريدك درويشا حقيقيا، كما طالب هذا العضو بأغلاق دور السينما. تحدث عضو آخر عن فيلم «أقدم مهنة في التاريخ» فقال إنه يحتوي على خمس قصص كلها دعارة، وصحح له الرقيب مصطفى درويش قائلا: أنها ستة. مما أعتبره العضو تحديا له. وهاجمه بعنف أمام الوزير. تحدثت النائبات وقالت إن أحد زملائها دعاها لمشاهدة الفيلم، وقالت العضوة إن الفيلم قد أثارها وأضافت: لقد أثارني الفيلم وأنا سيده، كان الله في عون الرجال. وأبتسم الرجال وأطرق بعضهم حياءا وخجلا.
وتحدث أحد الأعضاء وقال إن المسألة بسيطة. وليس هناك مخطط ولا مؤامرة والأمر كله اختلاف في وجهات النظر ولا يستحق كل هذه الضجة، والمشاكل التي تعاني منها البلاد هي الأولى بالمناقشة وضياع المجهود فيها، وأيده في ذلك خالد محيي الدين، غير أن عدد كبير من الأعضاء هاجموهما وقاطعوهما. اتهموهما بإهانة الأعضاء، مما دعا أحد الأعضاء إلى الخروج من الجلسة احتجاجا".

## اتجاهه للنقد
تولى رئاسة نادى السينما ولكن الضغوط الحكومية دفعته إلى ترك النادي والاتجاه إلى النقد السينمائي متأثراً بالنقاد الفرنسيين والتي يقول عنها: تأثرت بالفرنسيين لأنهم الأكثر اهتماماً بالنقد السينمائى، وهم أهل ابتكار لنظريات جديدة في السينما والنقد السينمائي، ولدى كتب مهمة في مكتبتى لهنرى بازان وفرانسوا تروفو، وقرأت كثيرا لنقاد أمريكيين ومن الكتب التي أعجبتني كتاب لجون هوارد لوسون عن «معركة الفيلم بين الحركة التقدمية والرجعية».
كتب درويش كتاب «أربعون سنة سينما» وتم تكريمه خلال المهرجان القومي التاسع للسينما المصرية بطباعة هذا الكتاب عام 2003 بمناسبة مرور 40 سنة من حياة مصطفى درويش مع السينما في 267 صفحة، متضمنا فصلين أولهما: «قصاقيص من شاشة الذاكرة» متضمنا ذكرياته عن انتدابه من القضاء ليكون مسئولا عن الرقابة على المصنفات الفنية. أما الفصل الثاني فهو «مختارات» يضم بعض ما نشر له من دراسات في دوريات فصلية أو مقالات في مجلة شهرية مصرية. يتضمن الكتاب أيضاً دراسة عن «الصهيونية في السينما»، ودراسة «شئ من السياسة في السينما العربية». وكذا مقدمة كتاب نشرته الجامعة الأميركية بالقاهرة بالإنجليزية بعنوان «صانعو الأحلام على ضفاف النيل»، وكتاب صناع الأحلام على النيل (باللغة الإنجليزية)، وكتاب «السنوات الذهبية للفيلم المصري: سينما القاهرة 1936-1967» كتبه: شريف برعي - رفيق الصبان - مصطفى درويش - ياسر علوان.
قدم درويش دراسة عن قضية المرأة في سينما العالم الثالث، ويرى أن السينما المصرية المعاصرة في عرضها لقضايا المرأة ومشاكلها تنحصر أدوار المرأة في المرأة بغض النظر عن الموقع الذي تشغله في الحياة الاجتماعية، ويختار فيلمين من بلدين ناميين.. من كوبا فيلم «لوسيا» 1968 للمخرج أومبرتو سولاس، ومن تركيا فيلم «الطريق» للمخرج يلماز جونيه، يحلل كل فيلم بالتفصيل لينتهى بأنهما لا يقدمان أنماطا تقليدية للمرأة ويتصديان لقضية المرأة من أرضية إدراك ثوري ووعي ناضج بأبعاد القضية.

## وصلات خارجية
http://moustafadarwish.com/ مصطفى درويش (ناقد)
https://www.alriyadh.com/475245 مصطفى درويش (ناقد)
https://www.filfan.com/news/66784 مصطفى درويش (ناقد)
https://www.aljarida.com/articles/1461717452686447300/ مصطفى درويش (ناقد)
https://www.albayan.ae/five-senses/2010-08-24-1.277008 مصطفى درويش (ناقد)